# 烏內斯鎮區 (明尼蘇達州道格拉斯縣)
烏內斯鎮區（英語：Urness Township）是位於美國明尼蘇達州道格拉斯縣的一個行政鎮區。

## 地方資料
烏內斯鎮區的面積為92.53平方千米，當中陸地面積為82.67平方千米，而水域面積為9.86平方千米。根據2020年美國人口普查的數據，當地共有人口277人，而人口密度為每平方千米2.99人。